# Маринка (оперетта)
Маринка — одна из последних оперетт Имре Кальмана, написанная в Нью-Йорке в 1945 году на либретто Джорджа Мариона-младшего и Карла Фаркаса. В оперетте описываются события трагического эпизода, произошедшего в Майерлинге (см. Трагедия в Майерлинге), за исключением счастливого конца, который создали авторы для истории кронпринца Рудольфа и баронессы Марии Вечеры.

## Создание
Имре Кальман очень долго ждал возможности завоевать Бродвей так же, как Вену. Но его предыдущая работа «Мисс метро» не была выпущена на сцену. Его заинтересовала возможность написания романтической оперетты о судьбе австрийского кронпринца Рудольфа и Марии Вечеры. Однако Кальман и авторы либретто решили написать другой конец, потому что трагическая развязка не подходила для оперетты. Первое название было «Песня Вены», но впоследствии оно было заменено. Спектакль открылся на Бродвее, в театре «Винтер Гарден» 18 июля 1945 года. Было дано 165 представлений, после чего был запущен тур по стране. Успех обеспечила музыка Кальмана, хотя сначала в прессе было мнение, что едва ли роялистская тематика будет подходящей для послевоенного времени. Однако оказалось, что романтическая история без военных мотивов была очень близка зрителю.

## Действующие лица и исполнители[2]
| Кронпринц Рудольф       | Гарри Стоквелл    |
| Маринка                 | Джоан Робертс     |
| Император Франц-Иосиф   | Рейнгольд Шунцель |
| Графиня Ландовска       | Люба Малина       |
| Графиня фон Дифендорфер | Эллин Уолтер      |
| Братфиш / Брэдли        | Ромо Винсент      |
| Граф Лобковиц           | Тэйлор Холмс      |
| Граф Хойош              | Пол Кэмбел        |
| Лейтенант Бальтаци      | Боб Дуглас        |
| Фрэнсис                 | Леонард Эллиот    |
| Надин                   | Рут Уэбб          |

## Сюжет
Действие оперетты происходит в Коннектикуте, Вене, Майерлинге и Будапеште. Студенты в рамках изучения истории идут на фильм «Майерлинг», в котором рассказывается о двойном самоубийстве австрийского кронпринца Рудольфа и его возлюбленной Маринки. Трагический конец оставляет грустное ощущение. Но мисс Дифендорфер, учительница физкультуры из Австрии, говорит, что оно напомнило ей старые добрые дни в Вене. Водитель школьного автобуса Брэдли (в хороших традициях оперетты) оказывается сыном конюха кронпринца. Он рассказывает ту версию, которую слышал от своего отца. Согласно этой версии, Рудольф и Маринка не умерли вместе, а были изгнаны Францем-Иосифом и уехали жить в Америку.